# Чампино
Чампино (итал. Ciampino) насеље је у Италији у округу Рим, региону Лацио.
Према процени из 2011. у насељу је живело 35174 становника. Насеље се налази на надморској висини од 132 м.
На територији насеља се налази цивилни и војни Аеродром Рим-Чампино, други најзначајнији аеродром града Рима. 

## Становништво
Према резултатима пописа становништва 2011. у општини је живело 37.235 становника.
| 1951. | 1961.  | 1971.  | 1981.  | 1991.  | 2001.  | 2011.  |
| ----- | ------ | ------ | ------ | ------ | ------ | ------ |
| 5.510 | 12.277 | 28.272 | 32.349 | 35.685 | 36.074 | 37.235 |